# Isoaspartate

Réarrangements intramoléculaires conduisant à la formation d'un résidu d'isoaspartate via un succinimide intermédiaire.

L'isoaspartate (isoAsp) est un résidu d'acide aminé apparaissant dans certaines protéines à la suite d'une réaction intramoléculaire spontanée entre un résidu d'asparagine ou d'aspartate et le résidu d'acide aminé suivant dans la séquence protéique : le résidu Asn ou Asp forme un succinimide intermédiaire qui s'hydrolyse en donnant soit un résidu d'isoaspartate, soit un résidu d'aspartate, dans un rapport d'environ 2:1.  Cette réaction explique que l'asparagine soit davantage susceptible de désamination spontanée à pH neutre ou alcalin que la glutamine.  De tels réarrangements intramoléculaires surviennent plus facilement au niveau des liaisons peptidiques Asn–Gly, Asn–Ser et Asp–Gly, où la chaîne peptidique est très flexible.  Il s'agit de la principale forme de dégradations non enzymatiques des peptides en conditions normales.
La protéine L-isoaspartyl méthyltransférase (PIMT) est une enzyme qui convertit les résidus d'isoaspartate en résidus d'aspartate,.